# Everett (Washington)
Everett je sídlo a největší město okresu Snohomish v americkém státě Washington. Své jméno nese po Everettu Colbym, synovi zakladatele města Charlese L. Colbyho, a leží 40 kilometrů severně od Seattlu. Při sčítání lidu v roce 2010 zde žilo 103 019 obyvatel, což z něj dělá šesté největší město státu Washington a čtvrté největší město v regionu Pugetův záliv. V roce 2002 vyhrálo ocenění All-America City Award.
V Everettu se nachází největší přístaviště na západním pobřeží Spojených států a také západní konec silnice U.S. Route 2. Dále se zde nachází hlavní továrna společnosti Boeing, ve které se vyrábí Boeing 747, 767, 777 i nejnovější Boeing 787, a která je největší budovou na světě s 13,3 milionu m³.
V roce 1984 si město vybralo Námořnictvo Spojených států amerických pro vybudování nové everettské námořní stanice. Ta byl oficiálně otevřena až v roce 1992 a v lednu 1997 přivítala letadlovou loď USS Abraham Lincoln, která zde od té doby sídlí. Ve městě se také nachází mezinárodní přístav.

## Historie
Půda, na které nyní město stojí, patřila původním obyvatelům až do roku 1855, kdy se ji museli vzdát kvůli Point Elliottské dohodě. V roce 1861 zde začalo první permanentní osídlení Evropany poté, co si na břehu Gardnerovy zátoky postavil jistý Dennis Brigham srub. V dalších letech se sem přistěhovala další hrst osadníků, ale plány pro postavení města byly vytvořeny až v devadesátých letech devatenáctého století.

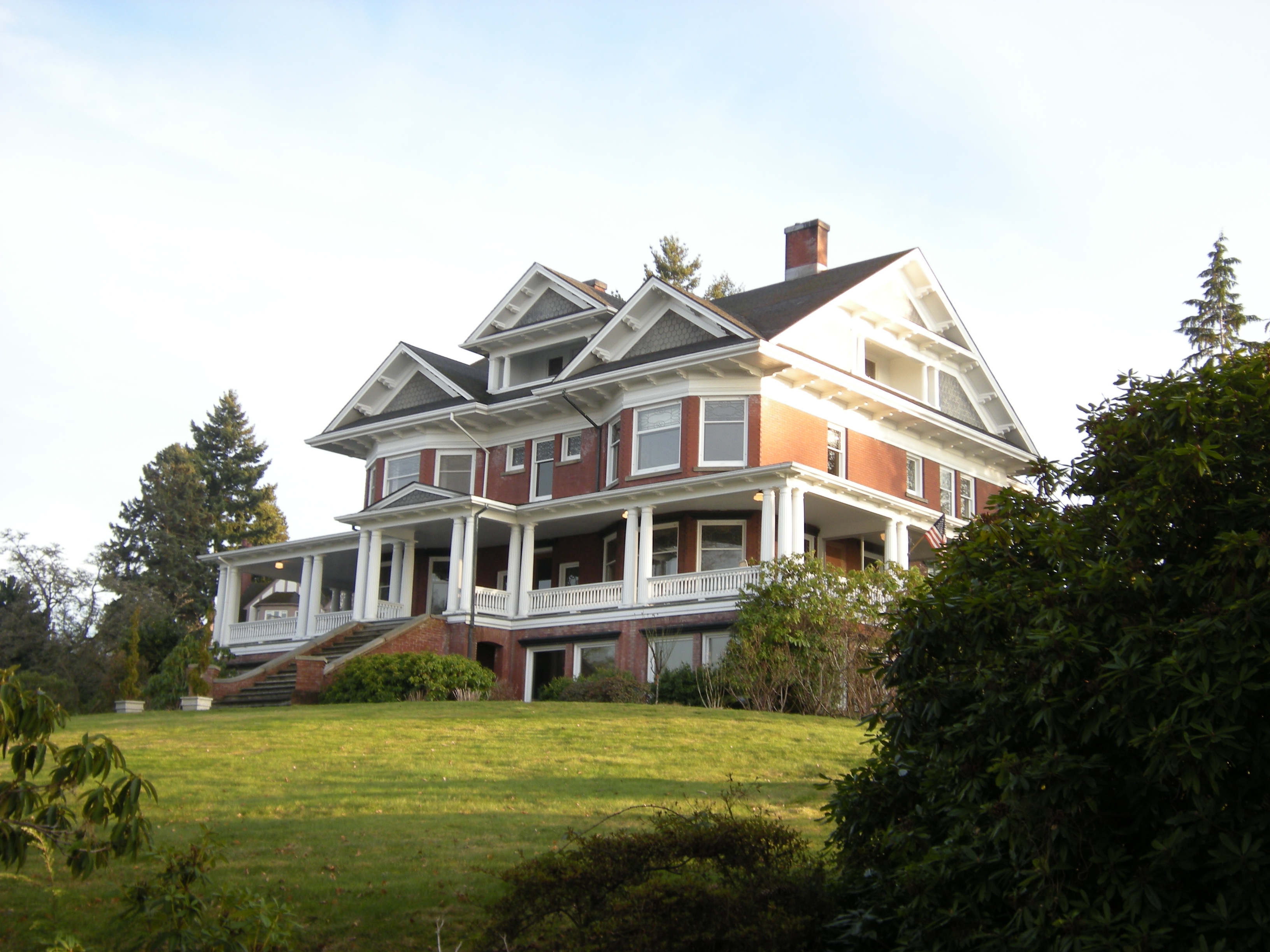
Vila bratří Ruckerů.

17. července 1890 vyplul z přístavu v Tacomě parník Královna Pacifiku, který směřoval na Aljašku, a na jehož palubě vytvořili Henry Hewitt, Jr. a Charles L. Colby plány pro vybudování průmyslového města na březích řeky Snohomish. V srpnu téhož roku zaslali bratři Ruckerové svůj plán na vybudování 200 000 m² rozlehlého města na břehu Gardnerovy zátoky, později ale od plánu ustoupili, aby vyhověli Hewittovi s Colbym.
V září 1890 podepsal Hewitt smlouvu na území, kde dnes Everett leží a později vytvořil Everett Land Company společně s Colbym a Colgatem Hoytem. V říjnu 1890 se Hewitt s Colbym dohodli na pojmenování města po Colbyho synovi Everettovi, který své jméno nesl zase po politikovi Edwardu Everettovi.
19. listopadu 1890 byly zaslány dokumenty o začlenění a Henry Hewitt, Jr. byl jmenován prezidentem. O týden později převedli bratři Ruckerové 1,76 km² své půdy do Hewittova majetku a o další tři dny později mu předali polovinu své půdy. Společnost Everett Land Company pak skoupila většinu půdy bratrů Ruckerů a udělala z nich společníky. 4. května 1893 se Everett oficiálně stal začleněným městem a ještě ve stejném roce byla do města dostavěna železnice společnosti Great Northern Railway. Jak Hewitt tak Ruckerové přemýšleli, zda chce vedoucí železniční společnosti James J. Hill udělat z Everettu konečnou stanici, ale on nakonec vedl trať dál po pobřeží Pugetova zálivu až do Seattlu. Přes svůj úspěch v budování města byla společnost Everett Land Company pro své investory nezdarem. Investoři z vnějšku od společnosti ustoupili a společnost se brzy stala majetkem jiné společnosti, kterou ovládal James J. Hill. Bratři Ruckerové ve městě zůstali a stali se vedoucími občany mladého města.
Železnice a hornictví měly pro budoucnost města velký význam. Nedaleká hornická obec Monte Cristo byla na železnici doslova závislá, jelikož po ní přicházely zásoby. Chvíli se ve městě tavila železná ruda, než se začal provozovat místní přístav a pily. Při zlaté horečce na Klondiku se ve městě postavilo několik parníků.

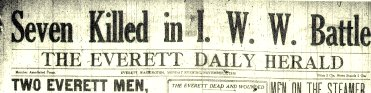
Titulek v deníku Everett Daily Herald informující o Everettském masakru.

Na dva měsíce našlo v Everettu svůj domov několik obětí Bellinghamských výtržností, než se jim na začátku listopadu 1907 v Everettu dostalo podobného vyhoštění. V roce 1916 se zde udál Everettský masakr, který byl ozbrojeným konfliktem mezi davem místních lidí, které vedl šerif Donald McRae, a členů organizace Průmysloví dělníci světa (IWW). Ti byli na parníku Verona a chtěli ve městě zakotvit, což jim šerif nepovolil. Situace vyústila v přestřelku, která skončila smrtí nejméně pěti členů organizace IWW a dvou členů šerifova davu, kteří ale mohli být nechtěně zastřeleni ostatními z údajně opilého davu.
V Everettu se nachází ulice pojmenované po všech třech zakladatelích města. Ulice Colby Avenue a Hoyt Avenue mají svislý směr a přetíná je Hewitt Avenue, jen kousek jižně od železničního přejezdu přes koleje společnosti Burlington Northern Santa Fe. Některé další ulice nesou jméno po jejich společnících, jako například Bond Street, která nese jméno po soudci Hiramu Bondovi, který byl mimo jiné prezidentem železniční společnosti Everett & Monte Cristo Railroad. Stejným směrem jako Colby Avenue a Hoyt Avenue vedou také ulice pojmenované po investorech společnosti Everett Land Company, mezi které patří ropný magnát John D. Rockefeller, železniční úředník Thomas Fletcher Oakes, stavitel lodí Alexander McDougall a jeho společník Charles W. Wetmore.

## Geografie
Jádro města leží na Gardnerově poloostrově, který je ze západu ohraničen Gardnerovou zátokou a z východu a severu řekou Snohomish. Novější části města se tedy odsud rozprostírají většinou jižním směrem a to až po třináct kilometrů. Rozloha města je 123,4 km², z čehož více než třicet procent je voda.
Everett je jedním z hlavních měst metropolitní oblasti Seattle. Na severu hraničí s městem Marysville a Tulalipskou Indiánskou rezervací. Na západě se rozprostírá Gardnerova zátoka, která je částí zálivu Possession, ve kterém leží blízký Gedneyho ostrov. Na západě od města se nachází obce Lake Stevens a Snohomish, na jihu Mill Creek a Mukilteo.

### Podnebí
Podnebí města ovlivňují mořské vzduchové hmoty, které mají sklon k tlumení teplot s menšími sezónními odchylkami než ve vnitrozemských oblastech.
| Everett. WA – podnebí       | Everett. WA – podnebí | Everett. WA – podnebí | Everett. WA – podnebí | Everett. WA – podnebí | Everett. WA – podnebí | Everett. WA – podnebí | Everett. WA – podnebí | Everett. WA – podnebí | Everett. WA – podnebí | Everett. WA – podnebí | Everett. WA – podnebí | Everett. WA – podnebí | Everett. WA – podnebí |
| Období                      | leden                 | únor                  | březen                | duben                 | květen                | červen                | červenec              | srpen                 | září                  | říjen                 | listopad              | prosinec              | rok                   |
| --------------------------- | --------------------- | --------------------- | --------------------- | --------------------- | --------------------- | --------------------- | --------------------- | --------------------- | --------------------- | --------------------- | --------------------- | --------------------- | --------------------- |
| Průměrné denní maximum [°C] | 8                     | 9                     | 12                    | 14                    | 18                    | 20                    | 23                    | 23                    | 21                    | 16                    | 11                    | 7                     | 15                    |
| Průměrné denní minimum [°C] | 1                     | 2                     | 3                     | 5                     | 8                     | 11                    | 12                    | 12                    | 9                     | 6                     | 3                     | 1                     | 6                     |
| Průměrné srážky [mm]        | 111                   | 87                    | 98                    | 75                    | 65                    | 57                    | 34                    | 34                    | 53                    | 83                    | 130                   | 127                   | 954                   |
| [zdroj?]                    |                       |                       |                       |                       |                       |                       |                       |                       |                       |                       |                       |                       |                       |

## Město

### Historický obvod

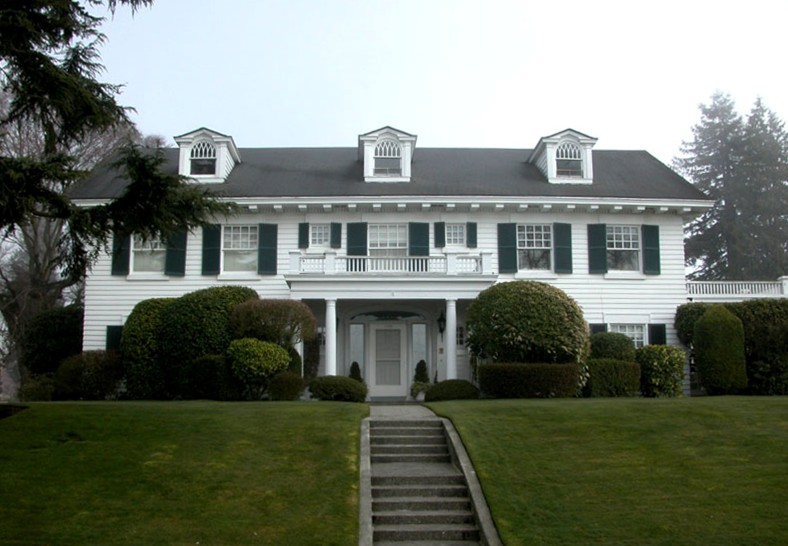
Dům senátora Henryho M. Jacksona.

Historickou část města ohraničují na severu ulice 8th Street, na východě Broadway, na jihu 25th Street a na západě Grand Avenue. V obvodu se nachází mnoho starých a mohutných domů, jedním z nich je také domov amerického senátora Henryho M. Jacksona na Grand Avenue.

### Pobřeží
Město se nachází na ústí řeky Snohomish do zálivu Possession, na jehož břehu se nachází Everettská námořní stanice, velká papírna společnosti Kimberly-Clark a přístav, jehož částí je jak velký obchodní mořský přístav, tak velké přístaviště se dvěma sty místy, které se označuje za největší na západním pobřeží USA. V roce 2006 začala slibná přestavba severní části pobřeží na centrum námořního obchodu, maloobchodů a bytů. V roce 2006 do přístavu připlulo 119 lodí a 59 bárek, které dohromady přivezly zhruba 192 tisíc tun nákladu.
Pobřeží je také domovem everettskéeho jachtářského klubu, který byl založen v roce 1907 a jeho existence se datuje až do roku 1895. V letních měsících se zde každou neděli koná farmářský trh a každý čtvrtek večer pobřežní koncerty, které v roce 2006 přilákaly dohromady 26 tisíc diváků.

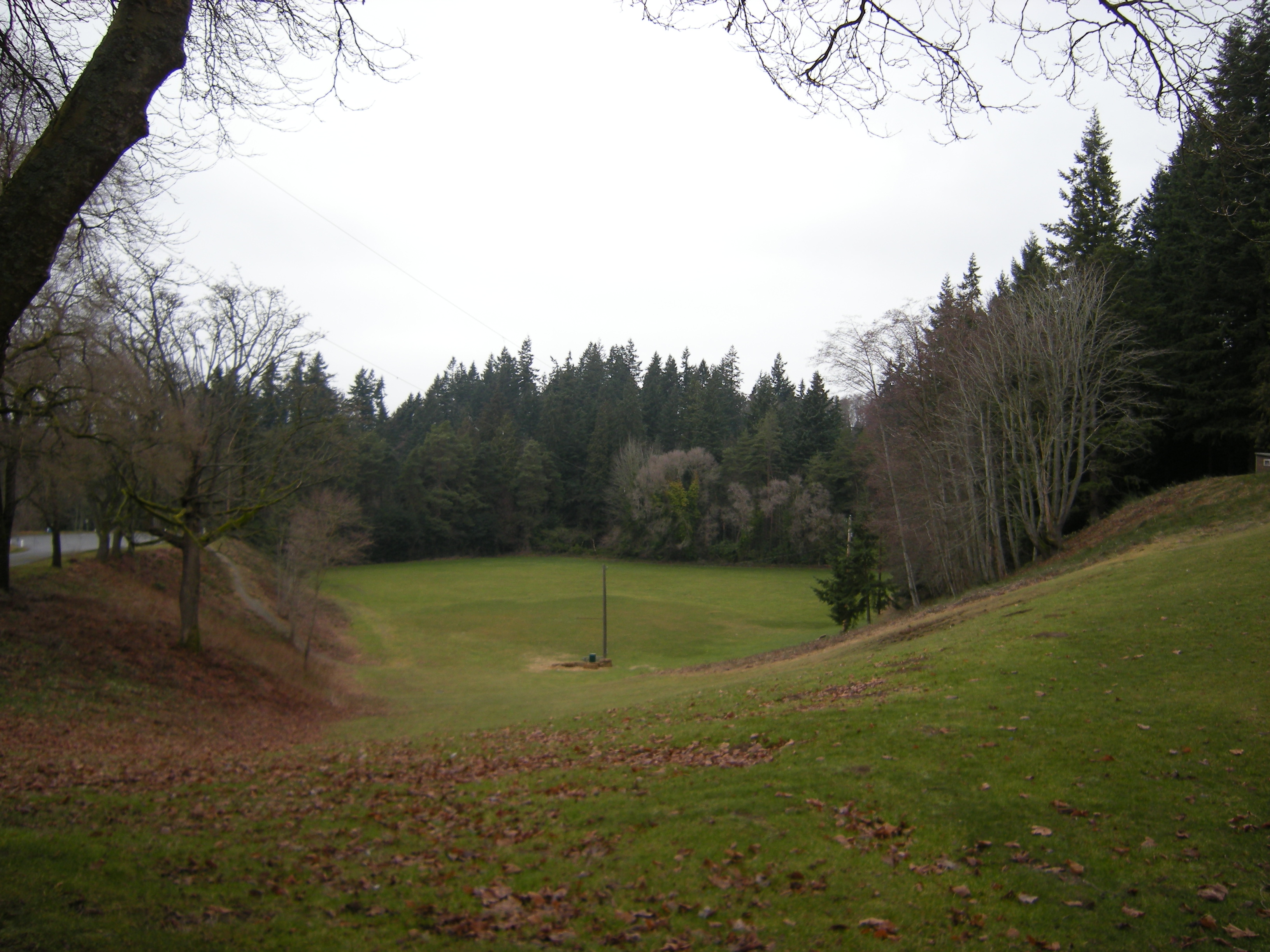
Forest Park.

### Parky a zahrady
Ve městě se nachází čtyřicet parků, z nichž největší je Water E. Hall Park s 0,6 km², který se nachází nedaleko hlavní továrny Boeingu a je v něm golfové hřiště a skatepark. Druhým je Forest Park, který má rozlohu 0,4 km² a obsahuje plavecký bazén, hokejové hřiště, turistické stezky a zvířecí farmu. Na třetím místě v rozloze je Langus Park, který má 0,39 km², nachází se na pobřeží řeky Snohomish a má malé přístaviště. Kasch Park má rozlohu 0,24 km² a čtyři softballová hřiště. Howarth Park má rozlohu 0,11 km² a nachází se zde písečná pláž na pobřeží zálivu. Stejně velký je i Thornton A. Sullivan Park, který je na břehu Stříbrného jezera, kde se nachází písečná pláž a také se zde dá rybařit.

#### Forest Park
Forest Park je nejstarším veřejným parkem ve městě. Jak jeho název (Lesní park) napovídá, jedná se o hustě zalesněné území, ve kterém se nachází kilometry turistických stezek, hřiště a oblíbený plavecký bazén.

#### Jetty Island
Naproti everettskému pobřeží se nachází úzký 3 kilometry dlouhý umělý ostrov s písečnými plážemi a poměrně teplou vodou, který vlastní everettský přístav. Ostrov je neúspěšným pokusem Technického sboru armády Spojených států amerických o vytvoření sladkovodního přístavu západně od centra Everettu ze začátku dvacátého století. Nyní je z ostrova denní park bez pitné vody, elektřiny nebo nočního zázemí. V létě zde městské oddělení parků a rekreace pořádá Dny Jetty Islandu, kdy nabízí volný převoz trajektem z přístaviště na 10th Street, od června až do začátku září. Široké a ploché pláže a silný vítr dělají místo populárním mezi kitesurfery a skimboardery.

#### Nishyama Garden
Nishyama Garden je tradiční japonská zahrada v Japonském obchodním institutu, který je částí vysoké školy Everett Community College. Nachází se zde dřevěné brány stylu Sukiya, štěrkové chodníky, kameny, stromy a část slavného mostu Kintai, který se nachází ve městě Iwakuni, v jednom ze sesterských měst Everettu.

#### Evergreen Arboretum and Gardens
Evergreen Arboretum and Gardens je 10 tisíc m² rozlehlé arboretum a park na severním konci Legion Parku, na křižovatce ulic Alverson Drive a Marine View Drive. V zahradách se nachází kromě soch a výhledů na Pugetův záliv také jehličnanová zahrada (smrk sivý, borovice vejmutovka, cypřišek Lawsonův nebo cypřišek nutkajský), jiřinová zahrada s různými jiřinami, japonská javorová zahrada s javory, kapraďorosty a hortenziemi, celoroční zahrada (artyčok, hakonechloa macra, yzop lékařský, lekníny a phormium cookianum), lesní zahrada (pěnišníky, hortenzie velkolistá, pieris japonica), bílá zahrada s bílými, stříbrnými a modrými květinami, a malá městská stromová stezka.

### Části města
Mezi části města Everett patří:
- Bayside - velká část centra města, pobřeží a okolních obytných oblastí.
- Boulevard Bluffs - především rezidenční čtvrť na hranicích s obcí Mukilteo.
- Cascade View - obytná čtvrť na jihu města, severně od obchodního centra Everett Mall.
- Delta - především obytná část, která leží severně od centra Everettu.
- Eastmont - oblast naproti údolí řeky Snohomish.
- Everett Mall South - území obklopující Everett Mall s obytným i komerčním využitím.
- Evergreen - především rezidenční čtvrť na jihu města.
- Glacier View - starší obytné území jižně od centra.
- Harborivew-Seahurst-Glenhaven - starší obytné oblasti jižně od centra.
- Holly - mix obytných, obchodních a průmyslových oblastí na jižním konci města.
- Lowell - původně nezávislé město, nyní je Lowell převážně rezidenční čtvrtí jihovýchodně od centra.
- Northwest - starší obytná čtvrť severozápadně od centra města.
- Pinehurst-Beverly Park - mix obytných a obchodních oblastí na jihu Everettu.
- Port Gardner - obytné čtvrti jižně od centra.
- Riverside - oblast severovýchodně od centra.
- Seaway Park - průmyslová čtvrť s rezidenčními sídlištěmi nedaleko hlavní továrny Boeingu.
- Silver Lake - obytné a komerční oblasti obklopující Stříbrné jezero v jihovýchodním rohu města.
- South Forest Park - rezidenční čtvrť nedaleko centra.
- Valley View-Sylvan Crest-Larimer Ridge - obytné čtvrti na jihovýchodě města.
- View Ridge-Madison - obytné čtvrti západně a jihozápadně od Forest Parku.
- Westmont - převážně apartmánové budovy na jihozápadě města.

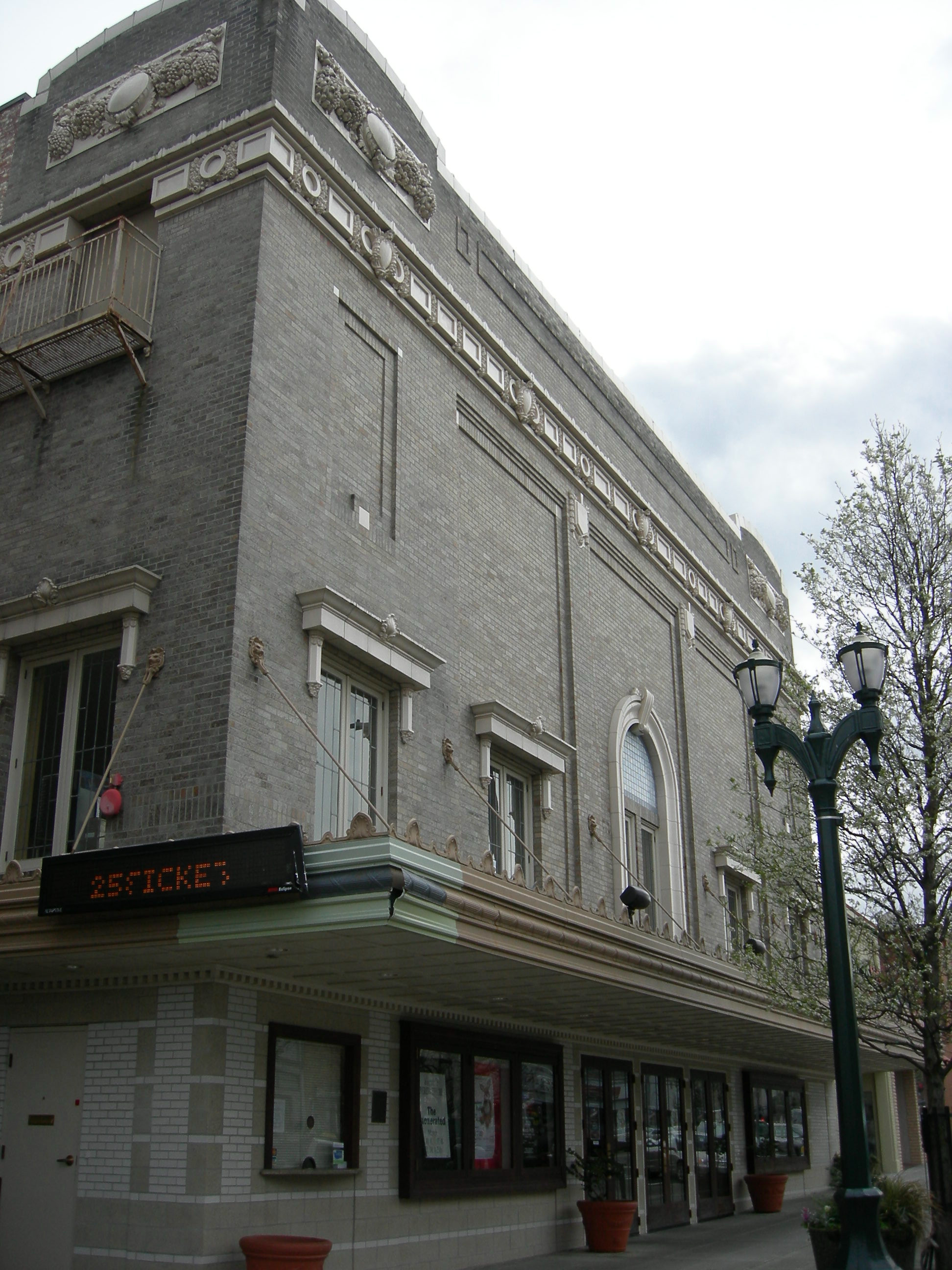
Historické Everettské divadlo.

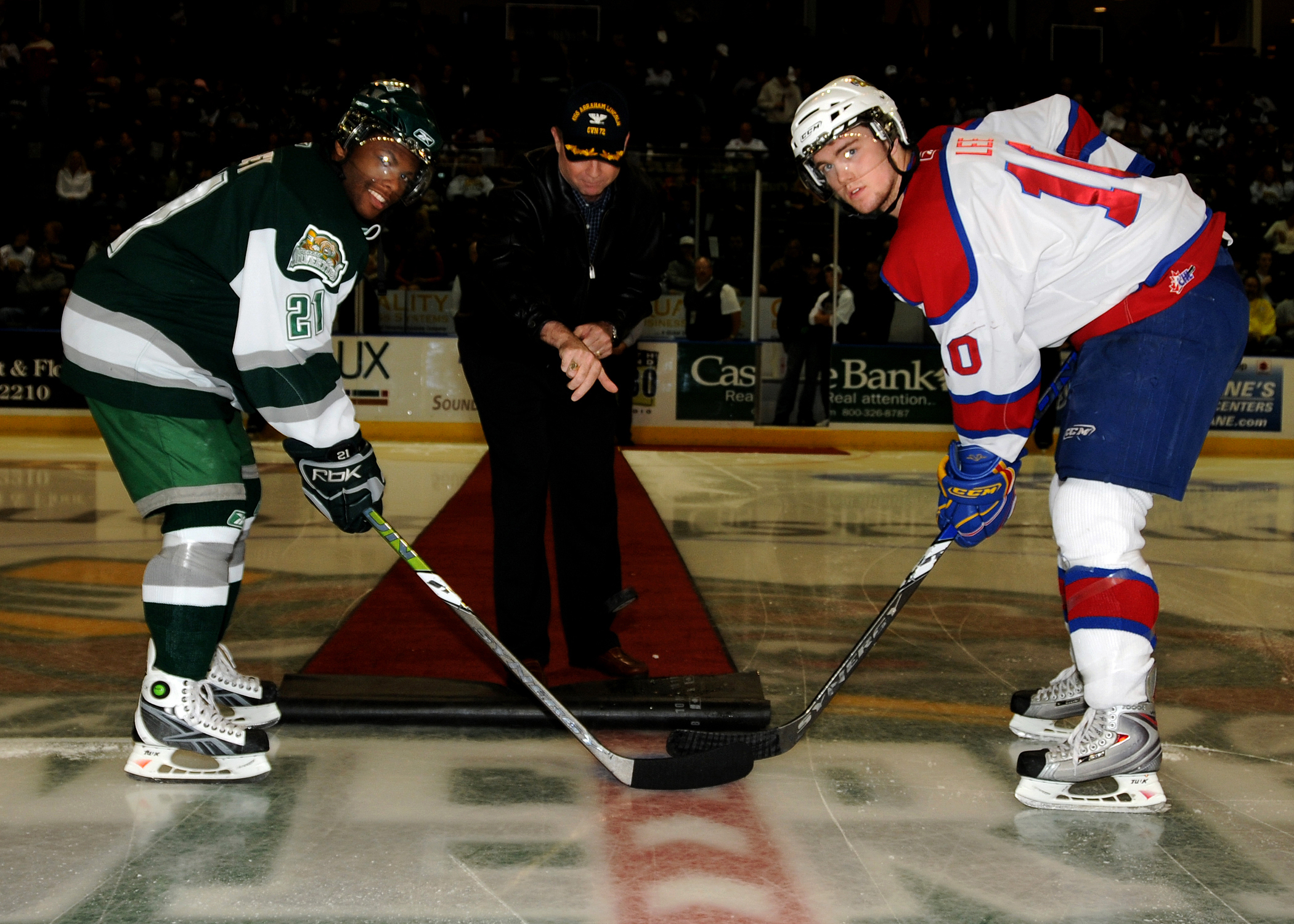
Kapitán Patrick Hall, velící důstojník letadlové lodi USS Abraham Lincoln, provádí slavnostní vhazování mezi Zacka Daileyho z Everett Silvertips (v zeleném) a Jeffa Leeho z Edmonton Oil Kings.

## Kultura

### Media
Od února 1901 vychází deník The Herald, který od ledna 1997 vychází také v internetové podobě. Deník přináší místní i mezinárodní události pro Everett a celý okres Snohomish. V roce 1798 ho koupila společnost The Washington Post Company. Deník také vydává týdeník The Enterprise Newspapers, který vychází na jihu okresu Snohomish a na severu okresu King, měsíčník Snohomish County Business Journal, inzerční týdeník Pickle Press a od roku 2006 také týdeník La Raza del Noroeste, který je určen španělsky mluvící populaci regionu Pugetův záliv.
Everett je domovem tří rozhlasových stanicí. KRKO 1380 AM je místní 50 000 wattová sportovní stanice založená roku 1922, která je spojená s FOX Sports Radiem a vysílá zápasy týmu Everett AquaSox, který je farmou Seattle Mariners, hokejového týmu Everett Silvertips z WHL a týmů basketbalu a amerického fotbalu Washington State University. KSER 90.7 FM je veřejná stanice z roku 1991 vysílající různé styly hudby a programy BBC News a NPR. KWYZ 1230 AM byla založena roku 1940 a vysílá v korejštině.
Televizní kanál KONG-TV, který vysílá ze Seattlu, je licencovaná v Everettu.

### Umění
V centru města se nachází Comcast Arena at Everett, Everettské centrum hereckých umění, divadelní společnost Village Theatre, historické Everettské divadlo, Rada umění okresu Snohomish a sada městských soch. Everettská symfonie, založená roku 1935, hraje v Everettském městském sálu. Dále se zde nachází Everettský pěvecký sbor, který zpívá v centru hereckých umění.

### Knihovny
Historicky i architektonicky významná Everettská veřejná knihovna je základním kamenem centra Everettu a značkou pro obyvatele města. Její pobočka Evergreen Branch, která se nachází na ulici Evergreen Way na jihu Everettu, obsluhuje zvětšující se a etnicky rozmanitou část města.

### Profesionální sportovní týmy
Od roku 1984 ve městě hraje baseballový tým Everett AquaSox, který je farmou Seattle Mariners, patří do ligy Northwest League a hraje své zápasy na stadionu Everett Memorial Stadium. V letech 1985 a 2010 se AquaSox povedlo vyhrát ligu. Hokejoví Everett Silvertips existují od roku 2003 a hrají juniorskou Western Hockey League, kterou ještě nikdy nevyhráli. Své domácí zápasy hrají v Comcast Areně, stejně jako lakrosový tým Washington Stealth, který svou ligu National Lacrosse League vyhrál hned v prvním roce po přestěhování do města, v roce 2010. V roce 2010 byl založen také fotbalový tým North Sound SeaWolves, který hraje amatérskou USL Premier Development League na stadioně Goddard Memorial Stadium.

### Partnerská města
- Iwakuni, Prefektura Jamaguči, Japonsko
- Sligo, hrabství Sligo, Irsko
- Sovětskaja Gavaň, Chabarovský kraj, Rusko

## Ekonomika
Dříve byla ekonomika Everettu závislá především na obchodu se dřevem, v roce 2006 zde bylo zaměstnáno více než osmdesát tisíc lidí a to především v průmyslech spojených s technologiemi, vzdušným prostorem a službami.

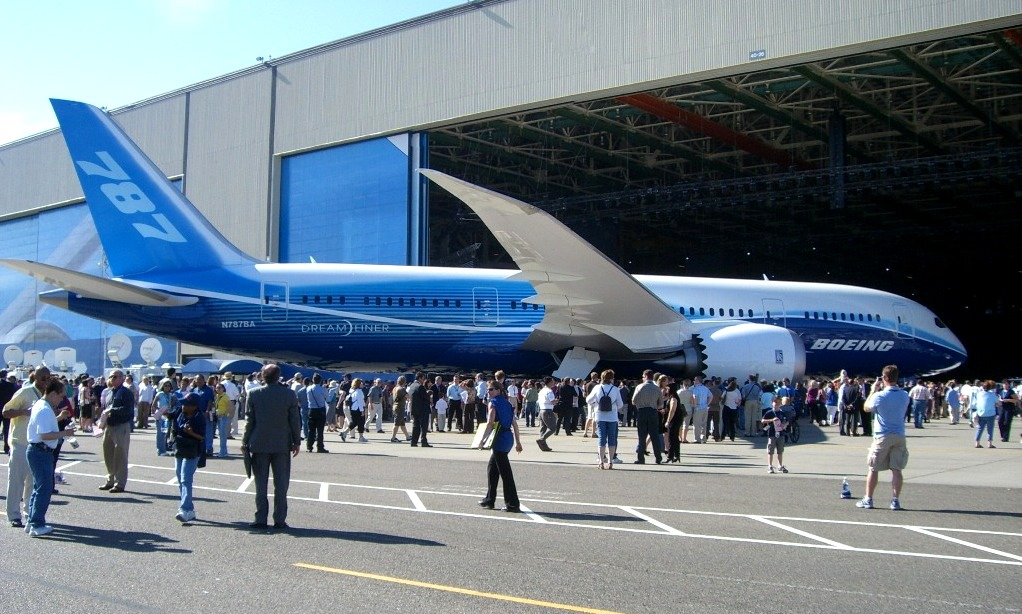
Nový Boeing 787 v hlavní továrně společnosti Boeing.

### Největší zaměstnavatelé
Podle městského finančního souhrnu z roku 2009 bylo nejvíce lidí zaměstnáno u následujících společností:
| Poř. | Zaměstnavatel                                        | Počet zaměstnanců |
| ---- | ---------------------------------------------------- | ----------------- |
| 1    | Boeing                                               | 32 000            |
| 2    | Everettská námořní stanice                           | 6 000             |
| 3    | Everettské regionální zdravotní středisko Providence | 3 200             |
| 4    | Okres Snohomish                                      | 2 965             |
| 5    | Stát Washington                                      | 2 800             |
| 6    | Everettská klinika                                   | 1 900             |
| 7    | Everettský školní obvod                              | 1 700             |
| 8    | Frontier Communications Northwest                    | 1 500             |
| 9    | Aviation Technical Services                          | 1 400             |
| 9    | Zumiez                                               | 1 400             |

## Demografie
Při sčítání lidu v roce 2010 žilo ve městě 103 019 obyvatel, z čehož 75 % byli běloši, 8 % Asiaté a 4 % Afroameričané. 14 % populace bylo hispánského původu.

### Zločin
V roce 2009 se město umístilo na devadesáté příčce mezi městy v USA s nejvyšší zločinností, nejvíce ze Severozápadě země kromě Tacomy. V roce 2008 zde bylo nahlášeno 1 183 krádeží auta a 76 případů znásilnění. V průměru to dělá 78,7 případů znásilněných na sto tisíc obyvatel, což je zhruba dvojnásobek národního průměru, který čítá 32,2 případů znásilnění na sto tisíc obyvatel. Ve stejném roce zde byl zavražděn jediný člověk, což zase naopak umisťuje Everett hluboko pod celonárodní průměr. Od roku 2009 si město získalo celonárodní pozornost také kvůli častým stížnostem na kávové stánky s polonahými baristkami a jejich zatýkání.

## Vzdělání

### Vysoké vzdělání
- Everett Community College - založena 1941
- Western Washington University - pouze Everett Center
- ITT Technical Institue - kampus
- City University of Seattle - kampus

### Střední školy

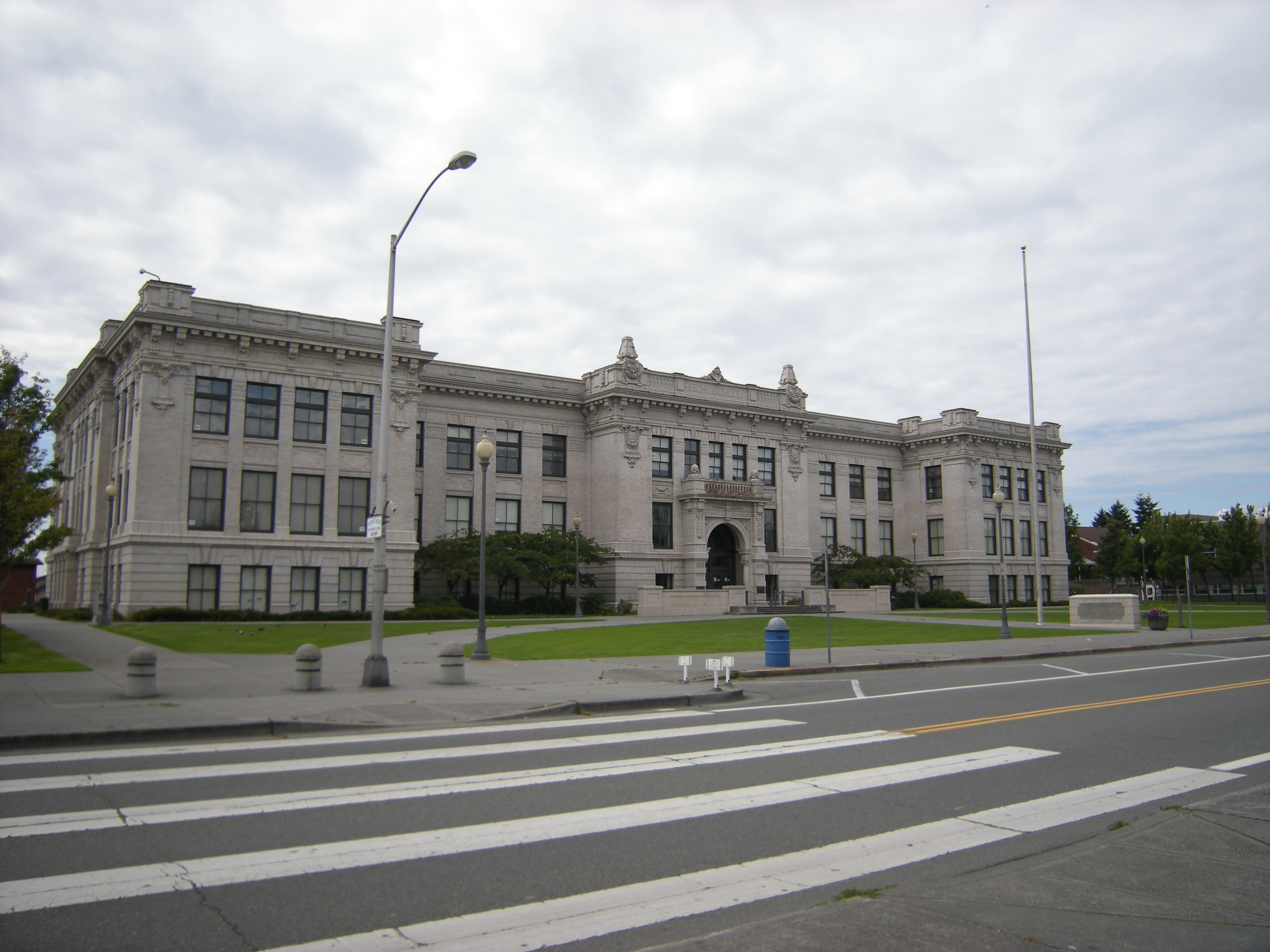
Everettská střední škola.

Většina města spadá do Everettského školního obvodu, kam patří také některé oblasti jižně od Everettu, včetně města Mill Creek. Některé části na jihozápadě města ale spadají do Mukilteoského školního obvodu, jelikož leží blízko obce Mukilteo.
- Cascade High School
- Everett High School
- Mariner High School

## Infrastruktura

### Doprava
Everett je dobře propojeným městem s několika různými dopravními možnostmi.
Přístup z dálnice poskytuje mezistátní dálnice Interstate 5, která městem probíhá. Do Everettu ale vedou i další silnice, včetně U.S. Route 2, která zde začíná.

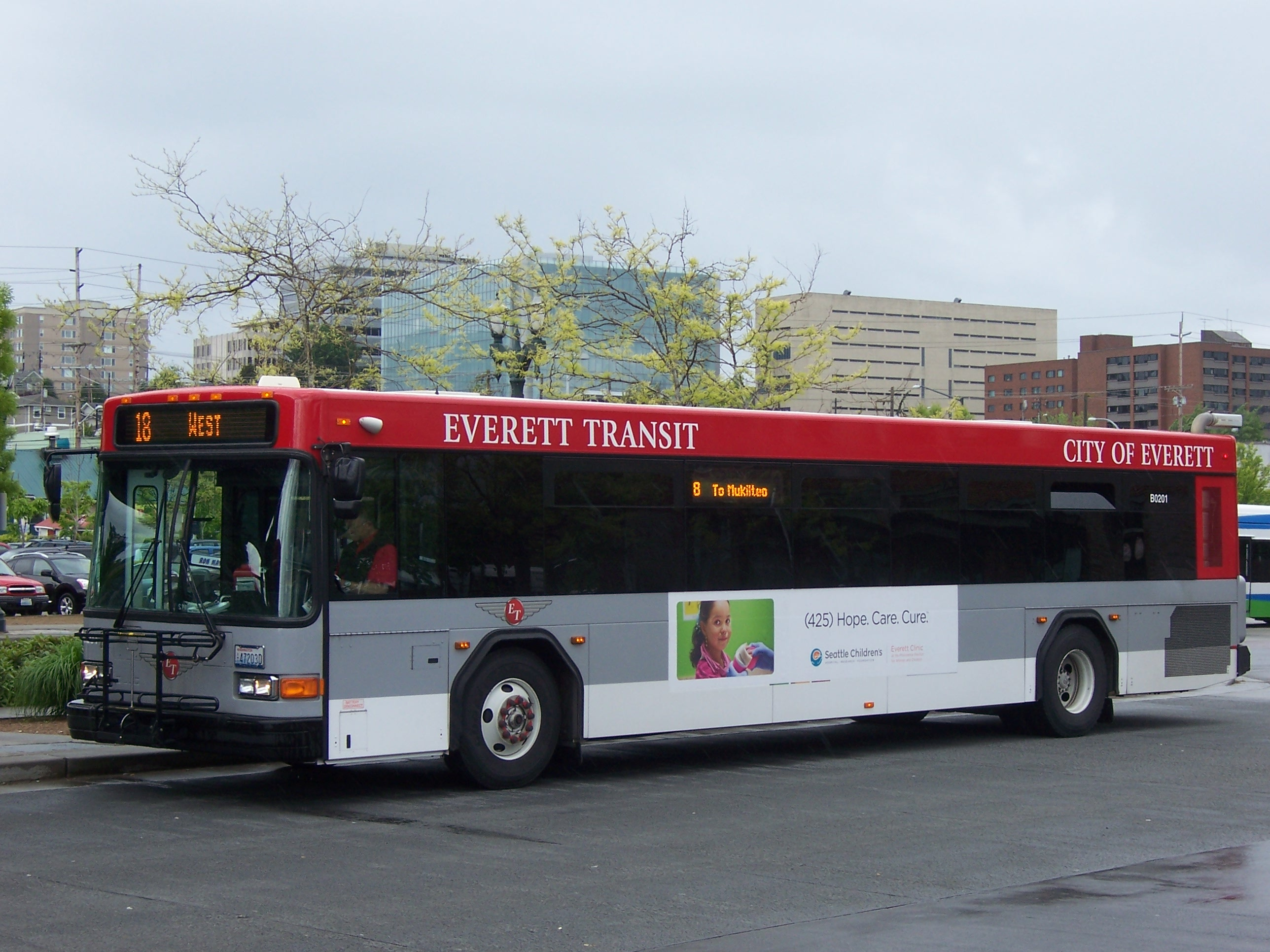
Autobus společnosti Everett Transit na stanici Everett Station.

Hromadná doprava ve městě funguje už od roku 1893. Mezi lety 1910 a 1939 spojovala město se Seattlem železnice Seattle-Everett Interurban Railway. Dnes poskytuje autobusovou hromadnou dopravu společnost Everett Transit, která byla založena roku 1969 a provozuje 46 autobusů a 18 vozdiel s bezbariérovým přístupem, které dohromady průměrně za den využije 6 800 cestujících. Společnost Sound Transit provozuje vlakové spojení do Seattlu a autobusová spojení do Seattlu a do Bellevue. Společnost Community Transit spojuje město se zbytkem okresu Snohomish. Společnost Amtrak poskytuje meziměstskou vlakovou dopravu v podobě vlaků Amtrak Cascades a Empire Builder, zatímco Sound Transit spojuje město se Seattlem prostřednictvím vlaku Sounder. Meziměstskou dopravu poskytují také autobusy společnosti Greyhound. Všechna meziměstská vlaková i autobusová spojení vychází z Everett Station, hlavního dopravního uzlu Everettu.
Nejbližšími mezinárodními letištěmi jsou Boeing Field v Seattlu a Seattle-Tacoma International Airport v SeaTacu. Okres Snohomish provozuje Paineovo letiště pro soukromá letadla.

### Zdravotní systémy
Všeobecná nemocnice byla založena v roce 1894, zatímco Providence Hospital byla založena až v roce 1905. V březnu 1994 se tyto nemocnice spojily a vytvořily Everettské regionální zdravotní středisko Providence, které bylo v roce 2005 umístěno mezi stem nejlepších amerických nemocnic již potřetí od svého vzniku. V roce 2009 v nemocnici pracovalo 3 200 zaměstnanců a bylo provedeno 13 000 operací.
V roce 1924 byla založena Everettská klinika, ze které se vyvinul regionální poskytovatel péče o zdraví s šestnácti pobočkami v okrese Snohomish. Denně nemocnice obsluhuje více než 2 300 pacientů.

### Veřejné služby
Pitná voda pro město Everett pochází ze Spadovy přehrady v povodí řeky Sultan v Kaskádovém pohoří, která poskytuje pitnou vodu také pro asi půl milionu obyvatel okresu Snohomish. Elektřinu poskytuje Obvod veřejných služeb okresu Snohomish, zatímco zemní plyn pochází od společnosti Puget Sound Energy.

## Významní rodáci
- Glenn Beck - moderátor pro Premiere Radio Networks
- Henry M. Jackson - senátor za stát Washington
- David Eddings - spisovatel fantasy literatury
- Patrick Duffy - herec ze seriálů Dallas nebo Krok za krokem
- James E. Kyes - držitel Námořního kříže za výjimečnou hrdinost ve druhé bitvě o Atlantik, kde padl
- Travis Snider - baseballista v organizaci Toronto Blue Jays

## Další
Ve městě se nachází Centrum budoucnosti letecké dopravy.